# Флавио Киджи-младши
Флавио Киджи на италиански: Flavio Chigi – италиански кардинал. Първи префект на Свещената конгрегация по обредите от 12 февруари 1759 до 12 юли 1771 г. От 1753 е кардинал-дякон на църквата Санта Анджело ин Пешерия, а от 1759 г. на църквата Санта Мария ин Портико ин Кампители.
Получава домашно образование.
От 17 март 1736 г. е референдарий на Върховния трубунал на апостолическата сигнатура. От 8 май 1736 година е Апостолически протонотарий. През 1738 г. е пратен в качеството си на апостолически комисар на среща спринцеса Мария Амалия Саксонска, дъщерята на краля на Полша Август III, която отива в Неапол за сватбата си с крал Карл Сицилиански.
През 1740-1753 г. служи в Апостолическата палата.
На 26 ноември 1753 папа Бенедикт XIV го издига в кардинал. Участва в конклава от 1758, който избира за папа Климент XIII.
На конклава от 1769 г. той е един от папабилите. Конклавът е дълъг и труден, на него влияят и Великите сили. Йезуитите поддържат кандидатурата на Киджи, но на това се възпротивяват Испания, Португалия и Франция, които искат отслабване на ордена. Срещу тях, на страната на Киджи, застава свещеният римски император Йозеф II. В крайна сметка конклавът избира за папа Лоренцо Гаганели, приел името Климент XIV.
Кардиналът умира на 11 юли 1771 г. в Рим.